# Kāsemdeh
Kāsemdeh (persiska: كاسمده) är en ort i Iran.   Den ligger i provinsen Mazandaran, i den norra delen av landet, 110 km nordost om huvudstaden Teheran. Kāsemdeh ligger 135 meter över havet och antalet invånare är 646.
Terrängen runt Kāsemdeh är platt åt nordost, men åt sydväst är den kuperad. Terrängen runt Kāsemdeh sluttar norrut.Runt Kāsemdeh är det ganska tätbefolkat, med 149 invånare per kvadratkilometer. Närmaste större samhälle är Āmol, 6,9 km nordost om Kāsemdeh. I omgivningarna runt Kāsemdeh växer i huvudsak blandskog.